# Töcsou
Töcsou (egyszerűsített kínai írással: 德州; pinjin: Dézhōu) prefektúra szintű város Kínában, Santung tartományban. Lakosainak száma 5 611 194 fő (2020).

## Népesség
| 2010 | 5 568 235 |
| 2020 | 5 611 194 |

## Testvérvárosok
- Mikolajiv